# Groenplaats (prémétro d'Anvers)
Pour les articles homonymes, voir Groenplaats (homonymie).
Groenplaats (« Place Verte » en néerlandais) est une station du prémétro d'Anvers, faisant dès lors partie du réseau du tramway d'Anvers. Elle est située sous la place du même nom.

## Caractéristiques
Inaugurée le 25 mars 1975, elle est l'une des plus anciennes stations du prémétro anversois. La station est caractérisée par un habillage vert sur le quai vers la Rive gauche, et par une finition en brique sur les quais vers la station Meir.
À l'origine, la station Groenplaats était le terminus des lignes de tramway empruntant le prémétro. Les tramways arrivaient au niveau -2, puis empruntaient une boucle de retournement vers le niveau inférieur, afin de repartir vers Meir. Ce retournement fut transformé en impasse une fois la ligne prolongée vers la Rive gauche.
Le niveau -1 est constitué d'un salle des guichets, avec un accès vers les deux quais, et des sorties vers la Karel de Grote-Hogeschool, la place Verte (Groenplaats), le parking souterrain et le GB Shopping Center. Le quai en direction de la Rive gauche se situe au niveau -2, tandis que celui en direction du Meir est situé au niveau -3.